# Astromòbil lunar

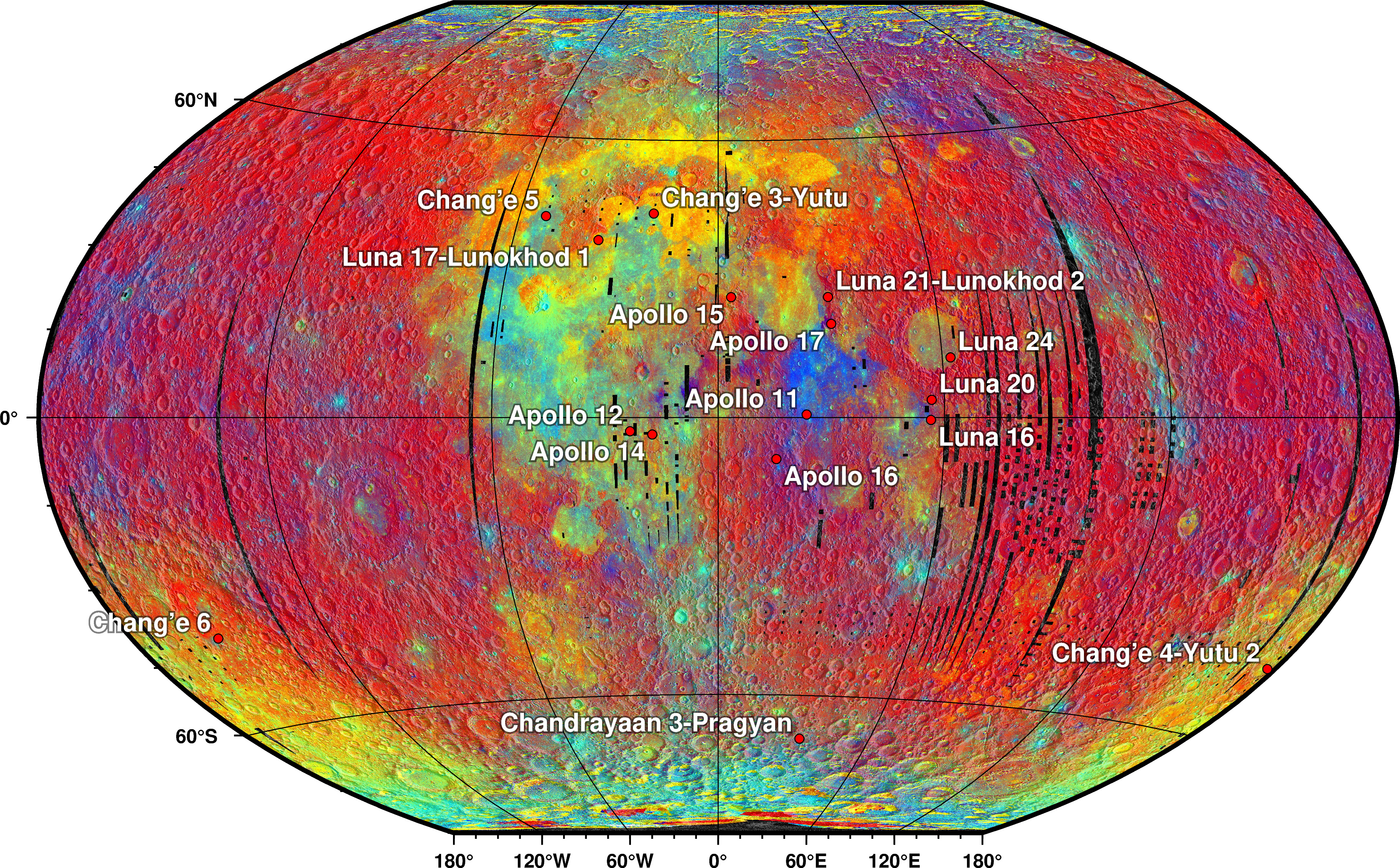
Llocs d'aterratge de missions rover i de recollida de mostres. Vermell: Velles zones muntanyenques lunars. Blau: zones muntanyenques joves. Groc: mar lunar (alta concentració de titani). Cian: mar lunar (baixa concentració de titani)

Un astromòbil lunar o rover lunar és un vehicle d'exploració espacial (rover) dissenyat per moure's a través de la superfície de la Lluna. Alguns rovers han estat dissenyats per transportar membres de la tripulació d'un vol espacial, com el Vehicle Ambulant Lunar Apollo; altres són parcialment o plenament robots autònoms, com Lunokhod 1 i Yutu. Fins al 2013, tres països han tingut rovers en la Lluna: la Unió soviètica, els Estats Units i la Xina

## Missions anteriors

### Lunokhod 1

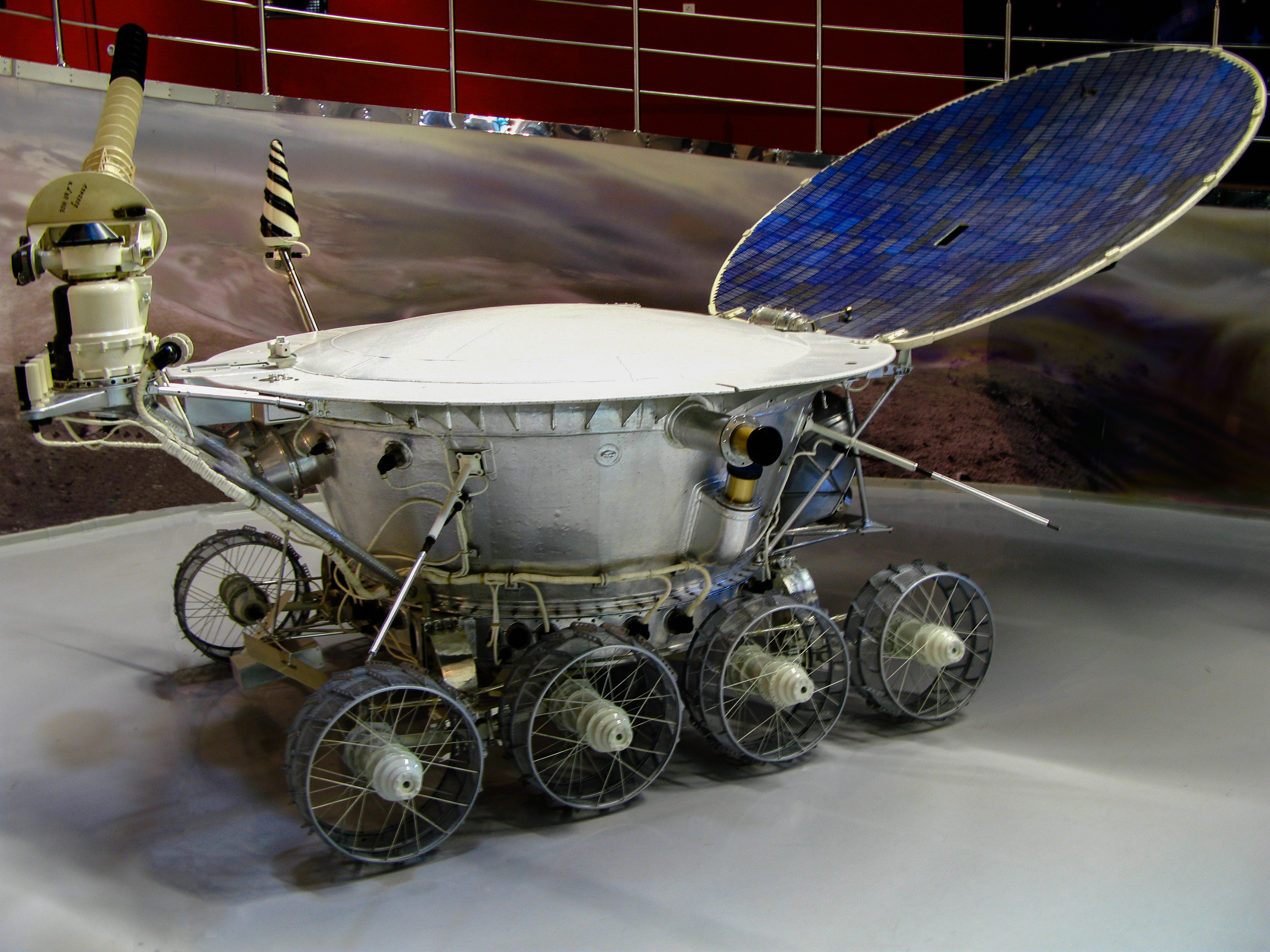
Lunokhod 1

Lunokhod 1 (en rus, Луноход) va ser el primer de dos rovers lunars sense nom que la Unió soviètica va allunar com a part del seu Programa Lunokhod. 

### Lunokhod 2
Lunokhod 2 és el segon dels dos rovers lunars sense nom que la Unió soviètica va allunar com a part del seu programa Lunokhod. La nau Luna 21 va allunar i va desplegar aquest rover el gener de 1973. Els objectius d'aquesta missió, era recol·lectar imatges de la superfície lunar, examinar els nivells de llum ambiental per determinar la viabilitat d'observacions astronòmiques des de la lluna, realitzar tests de rendiment sobre tecnologies làser, l'observació dels rajos X solars, presa de mesuraments de camps magnètics, i estudiar la mecànica dels materials sobre la superfície lunar.

### Vehicle Ambulant Lunar Apollo

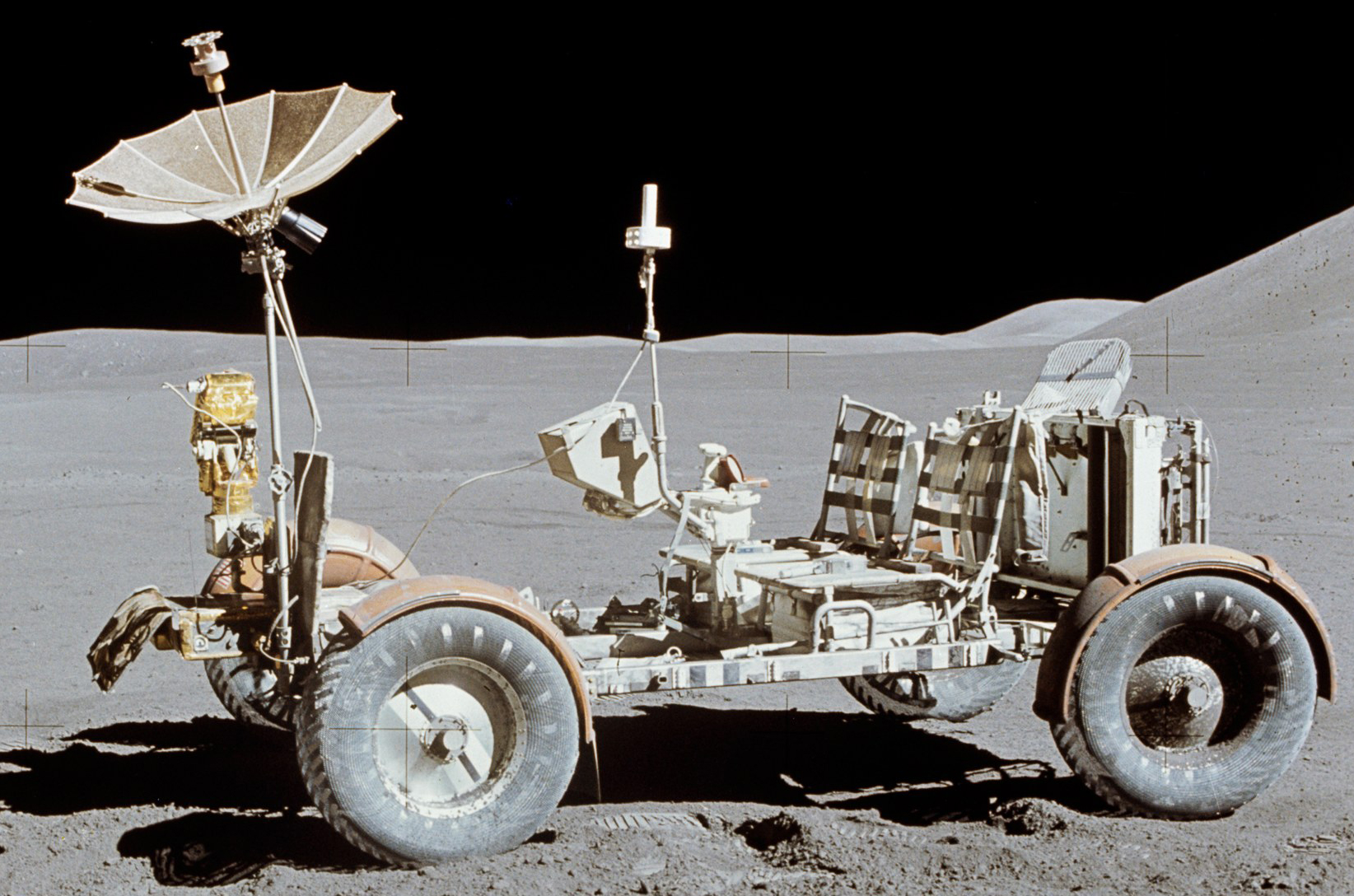
El Vehicle Ambulant Lunar Apollo de l'Apollo 15 en 1971

El Lunar Roving Vehicle (LRV) o Vehicle Ambulant Lunar Apollo era un vehicle alimentat per bateries i propulsat per quatre rodes utilitzat en la Lluna durant les últimes tres missions del programa Apollo (15, 16, i 17) durant 1971 i 1972. El LRV era capaç de portar un o dos astronautes, el seu equipament, i les mostres lunars recollides.

### Yutu
Yutu, és un rover lunar xinès el qual es va llançar l'1 de desembre de 2013 i va aterrar el 14 de desembre de 2013 com a part de la missió Chang'e 3. Es va convertir en el primer rover lunar de la Xina, i formava part de la segona fase del programa lunar xinès emprès per l'Administració Espacial Nacional de la Xina (CNSA). El rover lunar es diu Yutu, o Conill de Jade, nom que es va escollir per ser el guanyador d'una enquesta online.
El rover va trobar dificultats operacionals després de la primera nit lunar del dia 14, i era incapaç de moure's després de la fi de la segona nit lunar. No obstant això, va ser capaç de recollir algunes dades útils després d'això.
El Yutu rover podria ser el primer robot realitzant una hibernació real en la Lluna.

## Missions previstes

### ECA i SORATO
Com a part del Google Lunar X Prize, Team Indus planeja volar dos rovers lunars amb el seu mòdul de descens HHK-1. ECA (sigles de 'Ek Choti si Asha', un petit somni) és un rover desenvolupat per Team Indus, i SORATO és un rover desenvolupat per Hakuto, un equip rival del Japó. El rover de Hakuto estarà a bord del HHK-1 com a contracte comercial amb Team Indus. La missió serà llançada en un PSLV el desembre de 2017, i el lloc d'allunatge planificat és Mare Imbrium.

### Astrobotic Technology rover
Astrobotic Technology, és una companyia privada situada a Pittsburgh, Pennsilvània, Estats Units, que planeja enviar un rover a la Lluna a l'octubre de 2019, com a part del Google Lunar X Prize.

### Chang'e 4 rover
Missió xinesa amb una data de llançament prevista pel 2020.

### Chandrayaan-2 rover
El Chandrayaan-2 és la primera missió índia que posarà un rover en la lluna. Aquesta compta amb un orbitador lunar i un lander lunar. El rover pesa 50 kg, tindrà sis rodes i serà alimentat per energia solar. Aterrarà a prop a un dels pols i es mantindrà actiu durant un any, movent-se fins a 150 km a velocitat màxima de 360 m/h. L'any de llançament proposada per a la missió és 2018.

### SELENE-2 rover
Missió robòtica japonesa cap a la Lluna. Inclourà un orbitador, un lander i un rover. L'any de llançament previst és el 2020.

## Missions Proposades

### ATHLETE

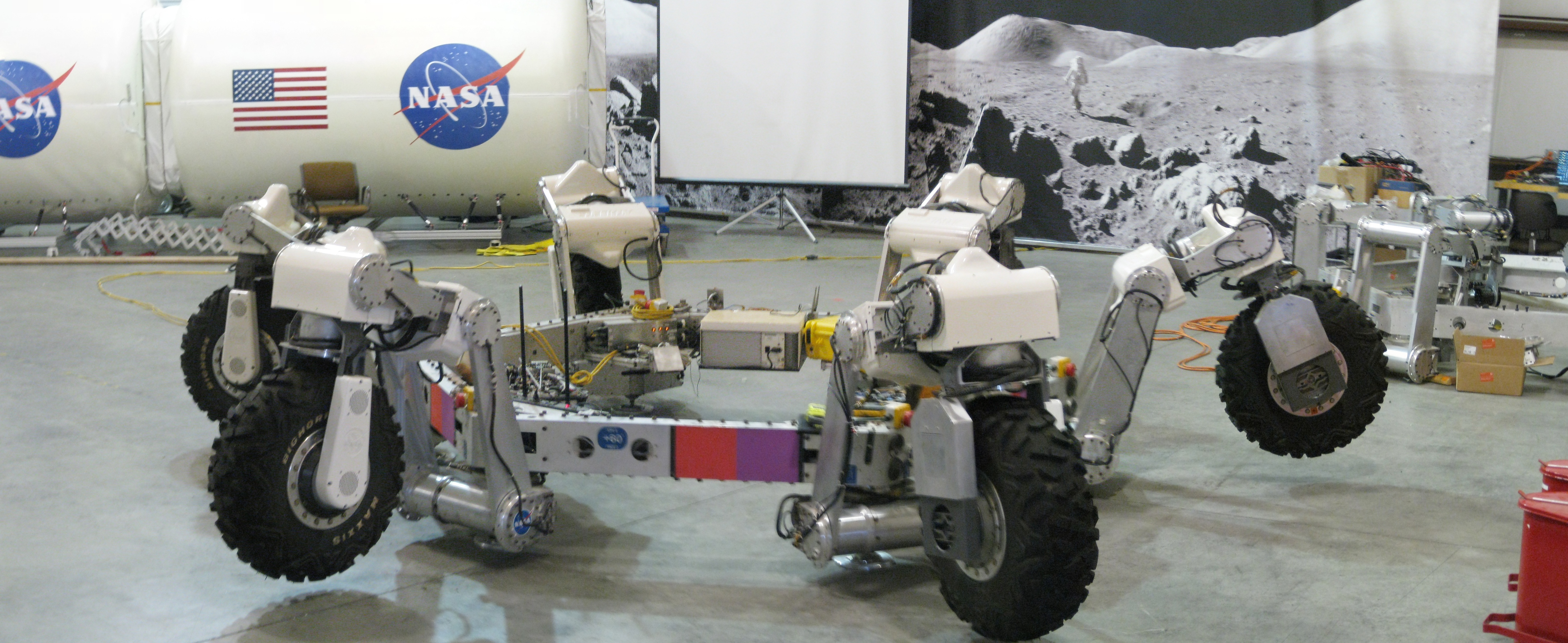
El ATLETA rover en instal·lacions de prova en JPL. Presa a l'agost de 2008.

Els plans de la NASA per a missions futures en la lluna, inclouen rovers que tinguin un rang major que els rover de l'Apollo. El Tot-Terrè Hex-Legged Extra-Explorador Terrestre (ATLETA) és un vehicle-robòtic de sis potes en desenvolupament pel Laboratori de Propulsió del Jet (JPL). ATLETA és un vehicle de proves i està dissenyat per a ús en la Lluna. El sistema és en desenvolupament juntament amb els centres Johnson i Ames de la NASA, Stanford i Boeing. ATLETA està dissenyat, per ser altament eficient i per ser capaç tant de rodar com de caminar per una gran varietat de terrenys.

### Luna-Grunt rover
Luna-Grunt rover (o Luna 28) és el rover lunar proposat per Rússia (Lunokhod).

### Scarab
Scarab És una generació nova de rover lunar que es va dissenyar per assistir a astronautes, presa de roques i mostres minerals, i explorar la superfície lunar. Està sent desenvolupat per l'Institut de Robòtica de la Universitat de Carnegie Mellon, i recolzat per la NASA.

### Vehicle d'Exploració espacial
El SEV és el vehicle proposat per ser el successor del Lunar Roving Vehicle de les missions Apollo. És una barreja entre cabina de supervivència i un petit camió que disposa d'un petit bany i espai per a dos astronautes (quatre en cas d'emergència).